# Авл Теренцій Варрон Мурена
Авл Теренцій Варрон Мурена (лат. Aulus Terentius Varro Murena; 56 до н. е. — 22 до н. е.) — політичний та військовий діяч Римської імперії, консул 23 року до н. е.

## Життєпис
Походив з роду нобілів Ліциніїв. Син Луція Ліцинія Мурени, консула 65 року до н. е. При народжені отримав ім'я Авл. Надалі був усиновлений Авлом Теренцієм Варроном. Сестра Мурени — Теренція — була дружиною Гая Цильнія Мецената. Завдяки цьому в часи правління імператора Августа Авл Теренцій зробив гарну кар'єру.
У 25 році до н. е. очолив римське військо проти альпійських салассів. Цю війну Мурена завершив з успіхом, підкоривши це плем'я й захопивши у полон близько 50 тисяч осіб. Для зміцнення позицій римлян у цій місцині Мурена заснував римську колонію Августова Преторія Салассова (сучасне м.Аоста)з 3000 громадян . У 23 році до н. е. став консулом разом з Октавіаном Августом. Незважаючи на це взяв участь у змові Фаннія Цепіони, спрямованої на повалення Октавіана Августа. Проте ця змова була викрита й змовників, зокрема й Авла Теренція Варрона Мурену, було страчено.